# لطيف أمادو
لطيف أمادو (بالإنجليزية: Latif Amadu)‏ (20 أغسطس 1993 بغانا - ) هو لاعب كرة قدم غاني في مركز الهجوم.

## روابط خارجية
لطيف أمادو على موقع قاعدة بيانات كرة القدم.إي يو (الإنجليزية)
- لطيف أمادو على موقع Soccerway.com (الإنجليزية)